# Me'Ahorei Hasoragim II
Me'Ahorei Hasoragim II (מאחורי הסורגים 2) és una pel·lícula dramàtica israeliana de 1992 dirigida per Uri Barbash amb guió de Bnei Barbash, amb Arnon Zadok i Mohammad Bakri en els papers principals.
És una seqüela de "Me'Ahorei Hasoragim" del 1984 en què els dos herois principals de la primera pel·lícula, un jueu i un àrab, tornen a col·laborar per escapar de la presó i malgrat el temptacions no se separen fins al tràgic final. La pel·lícula no va tenir èxit en comparació amb la seva predecessora.
Boaz Sharabi que es va fer famós a la primera pel·lícula amb "Tani Li Yad" canta en aquesta pel·lícula "Free Bird" amb les paraules de Hamotal Ben Zeev i la seva pròpia melodia.
Muhammad Bakri va guanyar el premi del jurat al millor actor en la XIII edició de la Mostra de València.

## Argument
Uri Mizrahi (Arnon Zadok) apareix davant la junta de llibertat condicional on ha estat empresonat en una cel·la separada durant quatre anys per robatori. Demana ser alliberat després de complir dos terços de la seva condemna, però el comandant de la presó (Uri Levy) li diu que no. L'Uri torna a la seva cel·la, s'avalota i trenca tots els objectes, colpeja els guàrdies fins que és dominat.
Temps després, el comandant truca a l'Uri i li informa que hi ha una competició entre grups per muntar obres de teatre i li demana que formi un grup de presoners així. L'Uri està d'acord perquè veu això com una oportunitat per escapar. Passa el seu pla de fugida al seu amic criminal Pitosi (Rami Danon).
L'Uri convenç en Issam (Mohammad Bakri) perquè l'ajudi a escriure l'obra posant-la en escena amb l'ajuda de la instructora Mia (Gilia Stern). Realitzen l'actuació al centre comunitari Hadar Yosef, al final del qual "The Nightingale" (Boaz Sharabi) canta "Free Bird" entre els aplaudiments del públic mentre Uri i Issam estan dempeus. al mig emmanillats l'un a l'altre.
L'Uri vol obrir les manilles però l'Issam llança la clau i tots dos han d'escapar junts. Els homes de Pitosi superen els guàrdies de seguretat de fora, però immediatament arriba la policia i Pitosi, que se suposa que conduirà l'Uri, fuig del lloc. L'Uri i l'Issam comencen la fugida emmanillats l'un a l'altre.
Immediatament comença una gran persecució amb policies, gossos i una unitat antiterrorista sota el comandament de Nimrod (Shlomo Tarshish). Nimrod i el seu adjunt Shai (Abraham Abutbol) arriben al bordell de Fitusi i amb vigoroses pallisses els revela la seva conversa amb Uri i la seva ubicació.
Mentrestant, Uri i Issam arriben a l'apartament de la família Feldman. El senyor Feldman (Ezra Dagan) i la seva dona (Levna Finkelstein) i els seus dos fills els tenen por, però al cap de poc el gel es trenca i la família els agrada i mengen junts.
L'intrigant Pitosi ofereix a l'Uri un pla de fugida. Trairà a Issam a canvi de donar permís a Uri per sortir d'Israel cap a Chicago, on l'esperarà un amic. L'Uri dubta, però inicialment accepta lliurar Issam a canvi de sortir de la presó.
Abans d'això, l'Uri va a conèixer la seva filla Sigi (Dana Katz) i el seu net, i decideix lligar el seu destí amb el d'Issam. Porten els uniformes dels oficials de les FDI i Pitosi els condueix en una furgoneta Jabad fins al poble d'Issam als territoris palestins. Els vilatans els colpegen, un d'ells dispara a Issam i el fereix lleument. Finalment descobreixen que és Issam i el porten a casa seva on coneix la seva dona Maha (Dalia Begar). L'Uri i l'Issam no volen posar-los en problemes i marxar fora del poble on es revelen a la unitat antiterrorista. Els soldats els obren foc i els maten a tots dos.

## Repartiment
| Actot             | Personatge      | Observacions                          |
| ----------------- | --------------- | ------------------------------------- |
| Arnon Zadok       | Uri             | presoner                              |
| Mohammad Bakri    | Issam           | presoner                              |
| Dalia Bagar       | La dona d'Isam  |                                       |
| Rami Danon        | Fitosi          |                                       |
| Boaz Sharabi      | The Nightingale | un presoner                           |
| Uri Levy          |                 | El comandant de la presó              |
| Gilia Stern       | Mia             | Instructor de joc                     |
| Asaf Ashtar       |                 | presoner/carceller                    |
| Ezra Dagan        | Senyor Feldman  |                                       |
| Lavna Finkelstein | Sra Feldman     |                                       |
| Slomo Tarshish    | Nimrod          | Comandant de la unitat antiterrorista |